# Primer Presidente de México
Primer Presidente de México är en ort i Mexiko.   Den ligger i kommunen Candelaria och delstaten Campeche, i den sydöstra delen av landet, 800 km öster om huvudstaden Mexico City. Primer Presidente de México ligger 44 meter över havet och antalet invånare är 268.
Terrängen runt Primer Presidente de México är platt, och sluttar västerut. Runt Primer Presidente de México är det glesbefolkat, med 11 invånare per kvadratkilometer. Närmaste större samhälle är General Francisco J. Mújica, 12,1 km öster om Primer Presidente de México. Trakten runt Primer Presidente de México består till största delen av jordbruksmark.